# Roman Żelazowski

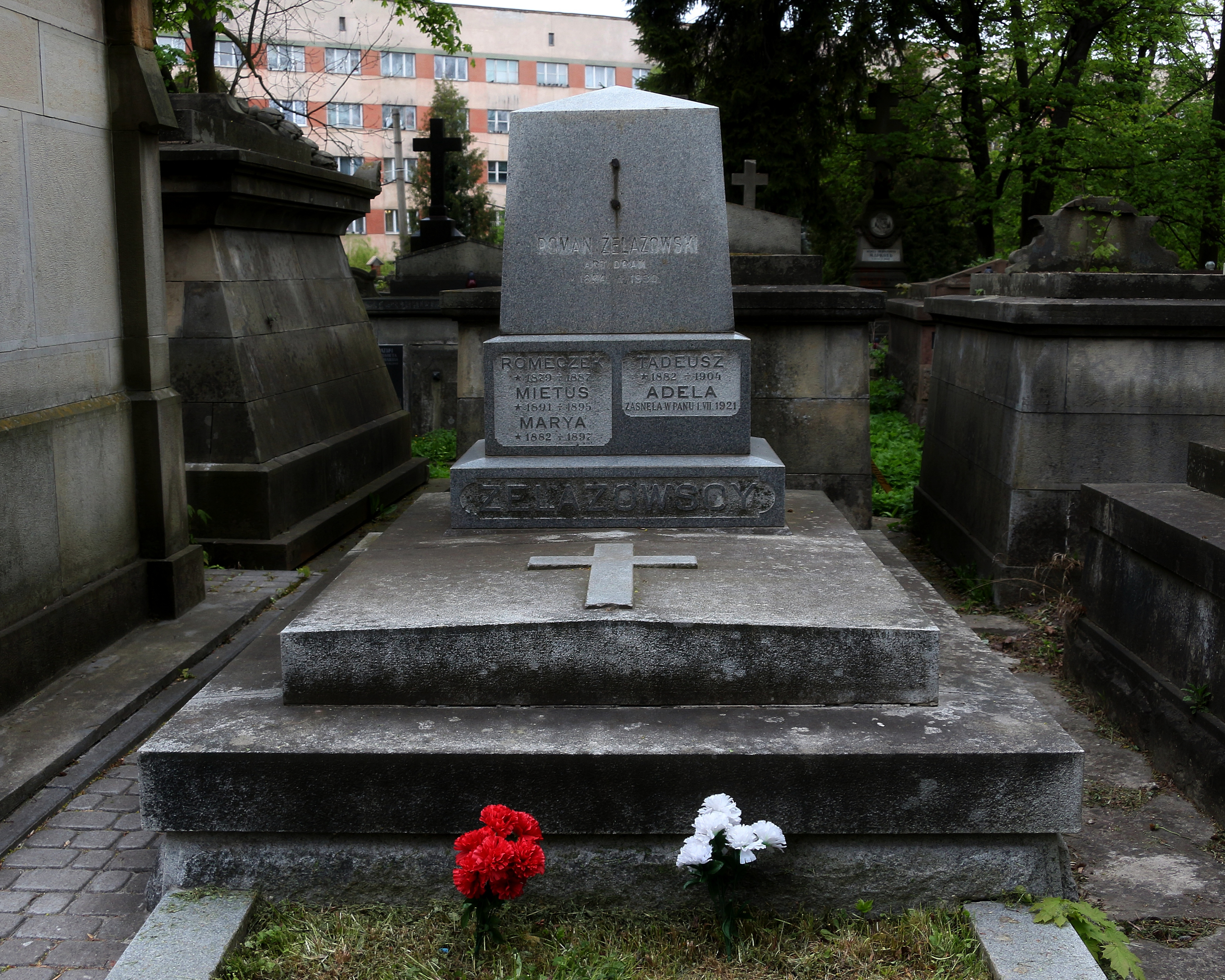
Grób Romana Żelazowskiego

Roman Czesław Żelazowski (ur. 28 września 1854 w Lichwinie, zm. 8 marca 1930 we Lwowie) – polski artysta dramatyczny, aktor i reżyser teatrów w Krakowie, Warszawie, Lwowie i Łodzi.

## Życiorys
Był synem  właściciela ziemskiego Wiktora i  Marianny z domu Müller. Do gimnazjum uczęszczał w Krakowie, gdzie 24 kwietnia 1875 roku zadebiutował w Teatrze Miejskim, grając tam do 1877 roku. W sezonie 1877/78 należał do zespołu Teatru Polskiego w Poznaniu i z zespołem tego teatru przyjeżdżał na występy do warszawskich teatrzyków ogródkowych. Zapewne w 1878 roku występował w zespole Andrzeja Trapszy w Kaliszu. Na przemian grał i reżyserował w latach 1878–98 w teatrach Krakowa i Lwowa, był też kierownikiem artystycznym teatrów. Od 1899 do 1907 także jako reżyser pracował w warszawskich Teatrach Rządowych. Powrócił do Lwowa w 1907 roku i występował tutaj do 1920 roku. W 1918 roku został pierwszym dyrektorem działu dramatycznego Teatru Miejskiego we Lwowie. Teatr pod jego kierownictwem funkcjonował nieprzerwanie w warunkach ukraińskiego oblężenia, w mieście pozbawionym żywności, światła i wody. Udało mu się mimo to utrzymać trzy zespoły aktorskie teatru: dramatyczny, operowy i operetkowy. Ceniony był za doświadczenie, takt i umiejętności pedagogiczne. W tym ciężkim sezonie wystawił 26 premier i wznowień w nowym opracowaniu oraz 24 sztuki z wcześniejszego repertuaru. W latach 1920–24 kierował wspólnie z  Bolesławem  Szczurkiewiczem działem dramatu Teatrów Miejskich w Poznaniu.
W roku 1921 opublikował we Lwowie pamiętniki pt. Pięćdziesiąt lat teatru polskiego. Moje pamiętniki. Kiedy zaczął tracić wzrok, w uznaniu zasług miasto Lwów ofiarowało mu na starość dworek. Jubileusze 50–lecia pracy artystycznej obchodził w 1924 roku: 17 marca w Teatrze Polskim w  Poznaniu w roli tytułowej w „Horsztyńskim” Juliusza Słowackiego, a 14 maja we Lwowie w roli Wojewody w „Mazepie” Juliusza  Słowackiego. Utraciwszy wzrok po raz ostatni wystąpił w roli Horsztyńskiego we Lwowie 29 czerwca  1927 roku.
2 maja 1924 został odznaczony Krzyżem Oficerskim Orderu Odrodzenia Polski „za zasługi, położone na polu pracy artystycznej”.
Pochowany został na Cmentarzu Łyczakowskim.

## Filmografia
- 1912 – Pietro Caruso, jako Pietro Caruso
- 1923 – Bartek zwycięzca, jako. gen. Steinmetz